# Kerani Jaya
Kerani Jaya is een bestuurslaag in het regentschap Musi Rawas van de provincie Zuid-Sumatra, Indonesië. Kerani Jaya telt 1650 inwoners (volkstelling 2010).